# حسینیه رحیمیان
حسینیه رحیمیان مربوط به اواخر دوره قاجار است و در مشهد، کوچه نواب صفوی ۷، کوچه عسگریه، پلاک ۵۴ واقع شده و این اثر در تاریخ ۱۶ شهریور ۱۳۸۳ با شمارهٔ ثبت ۱۱۰۸۸ به‌عنوان یکی از آثار ملی ایران به ثبت رسیده است.